# Dana Budisavljević
Dana Budisavljević (Zagreb, 1975) es una montadora, productora y directora de cine documental croata.

## Trayectoria
Es hija del arquitecto Bosko Budisavljevic. Su madre es economista. Se graduó en edición de cine y televisión en la Academia de Artes Dramáticas de Zagreb. Ha trabajado como editora, directora y productora de documentales y series de televisión. Durante cinco años trabajó para el proyecto de cine documental Factum del director Nenad Puhovski, con el que lanzó el festival de cine documental ZagrebDox en 2005. Cuando empezó no había mujeres directoras de cine en Croacia.
En 2006, junto con su socio Olinkom Višticom, fundó la producción de cine y arte Hulahop.
Con el trabajo Nije ti život pjesma Havaja (2011) (No es tu vida, una canción hawaiana) (Family Meals)  realiza un documental autobiográfico que rueda con su propia familia durante las comidas familiares.  Mediante una serie de encuentros con su familia, Dana Budisavljevic arma un puzzle del que es pieza clave. Han pasado cinco años desde que ella, sus padres y hermano se reunieron por última vez; así primero habla por separado con cada uno, antes de reunirse todos en una cena de cumpleaños. Budisavlejic explora mediante la conversación los cimientos de los nexos entre unos y otros: yendo más allá de temas como el clima, la salud y la política, cuestiona a cada uno: ¿qué es lo que nos separó? ¿Fue la homosexualidad de uno de los hijos? ¿La neurosis contenida de los padres? Con este trabajo Dana anunció que era lesbiana a su familia y al público. En Croacia, después del estreno en ZagrebDox, la película llenó los cines de Zagreb durante semanas y se convirtió en el documental nacional más visto del año y en 2012 fue presentada en el 50 Festival Internacional de Cine de Gijón en el espacio de la Tertulia Feminista Les Comadres Pantalla para un debate.
Durante casi una década investigó y finalmente rodó la película El diario de Diana Budisavljević,  Se estrenó el 18 de julio de 2019 en el Festival de Cine de Pula. Fue declarada la mejor película del festival, y recibió el premio del público así como los premios al mejor director, montaje y música.
Trata de la historia de Diana Budisavljevic, quien se embarca en una campaña para rescatar a más de 10,000 niños y niñas de los campamentos de Ustacha en la Croacia ocupada por los nazis. Su diario fue confiscado por las autoridades comunistas. Un recuento dramatizado híbrido mezclando con material de archivo y entrevistas con sobrevivientes. La película se entrenó en la competición nacional del Festival de Cine de Pula donde logró cuatro Premios Arena de Oro.

## Filmografía
- Sve pet (2003) (documental) 46'  directora y coguionista[4]
- Everything’s Fine (2005)
- Great Shipwrecks of the Adriatic Sea (2006-2007)
- How I Can Change the World (2007-2011)
- Nije ti zivot pjesma Havaja "Family Meals“ (2011) (documental) 50' dirección, guion[5]
- Cuando empiece la guerra  (2018) (documental)  coproductora
- Dnevnik Diane Budisavljevic (2019) (ficción) 88' directora y coguionista

## Premios y reconocimientos

#### Por The Diary of Diana B:[6]
- Grand Golden Arena

- Golden Arena for Best Director
- Golden Arena for Best Editing
- Golden Arena for Best Music
- Golden Door of Pula - Audience Award
- FEDEORA Award - Croatian Film Competition